# Kadosactidae
Kadosactidae is een familie uit de orde van de zeeanemonen (Actiniaria). De familie is voor het eerst wetenschappelijk beschreven door Riemann-Zürneck in 1991. De familie omvat 1 geslacht en 5 soorten.